# Cyinda
Cyinda ou Kyinda (en grec ancien Κὐινδα  / Kyinda) est une ancienne cité de Cilicie, en actuelle Turquie, connue pour sa forteresse (ou gazophylaquie) qui abrite le trésor des rois achéménides puis celui d'Alexandre le Grand.

## Histoire
La localisation exacte de Cyinda est sujette à caution. Il est néanmoins probable qu'elle corresponde à Kundi, une forteresse qui abrite le trésor royal assyrien à l'époque d'Assarhaddon au VIIe siècle av. J.-C. ; elle n'est en tout cas pas Anazarbe.
Cyinda abrite le trésor des souverains achéménides, comme Sardes et Suse. On peut supposer que les satrapes perses disposent pour leur propre compte des revenus du domaine, tandis que le Grand Roi rois puise lui dans les trésoreries de Sardes, de Suse et de Cyinda.

## Du temps d'Alexandre et des diadoques
La forteresse de Cyndia a servi à stocker les richesses amassées durant les conquête d'Alexandre en vue apparemment de les expédier en Macédoine. Au printemps 324 av. J.-C., Cratère est chargé de ramener en Macédoine 10 000 vétérans mais la mort du roi en 323 modifie ce plan ; Cratère les laisse à Cyinda, sous le commandement d'Antigénès, pour y garder le trésor.
Durant les guerres des diadoques, la forteresse joue un rôle important : lorsqu'en 319 Eumène de Cardia reçoit la mission de vaincre Antigone le Borgne, Polyperchon, le régent de Macédoine, ordonne aux trésoriers (ou gazophylaques)  de Cyinda, de lui donner 500 talents ainsi que les moyens financiers nécessaires pour lever une armée. C'est en arrivant à Cyinda qu'Eumène instaure la cérémonie du « trône vide » d'Alexandre.
Par la suite, Antigone et son fils Démétrios y ont puisé les richesses leur permettant de financer leurs guerres. Ainsi en 316, Antigone s'empare du trésor de Cyinda, estimé alors à 10 000 talents, ce qui fait de lui le plus riche des diadoques. Cyinda semble avoir continué à jouer le rôle de trésor sous les séleucides jusqu'au IIIe siècle av. J.-C., époque où « l'or de Cyinda » est universellement connu.